# ザンブローネ
ザンブローネ（イタリア語: Zambrone）は、イタリア共和国カラブリア州ヴィボ・ヴァレンツィア県にある、人口約1,800人の基礎自治体（コムーネ）。

## 地理

### 位置・広がり

#### 隣接コムーネ
隣接するコムーネは以下の通り。
- ブリアーティコ
- パルゲリーア
- ザッカノーポリ

## 行政

### 分離集落
ザンブローネには、以下の分離集落（フラツィオーネ）がある。
- San Giovanni, Daffinà, Daffinacello